# Gare de Kōkū-kōen
La gare de Kōkū-kōen (航空公園駅, Kōkū-kōen-eki) est une gare ferroviaire de la ville de Tokorozawa, dans la préfecture de Saitama au Japon. Elle est exploitée par la compagnie Seibu.

## Situation ferroviaire
La gare de Kōkū-kōen est située au point kilométrique (PK) 30,5 de la ligne Seibu Shinjuku.

## Histoire
La gare a été inaugurée le 28 mai 1987.

## Services aux voyageurs

### Accès et accueil
La gare dispose d'un bâtiment voyageurs, avec guichet, ouvert tous les jours.

### Desserte
- Ligne Seibu Shinjuku :
  - voie 1 : direction Sayamashi et Hon-Kawagoe
  - voie 2 : direction Tokorozawa et Seibu-Shinjuku